# Paolo Mannucci
Paolo Mannucci (9 de fevereiro de 1942) é um ex-ciclista italiano, que competiu como profissional entre 1965 à 1967. Ele terminou em último lugar no Tour de France 1966.